# La sirena
La sirena (título original : The Fog Horn) es un cuento de ciencia ficción escrito por Ray Bradbury publicado en el Saturday Evening Post el 23 de junio de 1951, con el título The Beast from 20,000 Fathoms.
Fue incluido en su antología de cuentos Las doradas manzanas del sol (1953).

## Sinopsis
Dos hombres, un joven llamado Johnny y un viejo de nombre McDunn, se encuentran cuidando un faro cuando una extraña criatura acude luego de oír la sirena de dicha edificación. Como es habitual en el autor norteamericano, el cuento es una excusa para reflexionar sobre la soledad y el paso del tiempo.

## Recepción
La sirena está considerado como uno de los mejores cuentos de Bradbury.[cita requerida] Es el relato que abre el libro Las doradas manzanas del sol de Ediciones Minotauro.

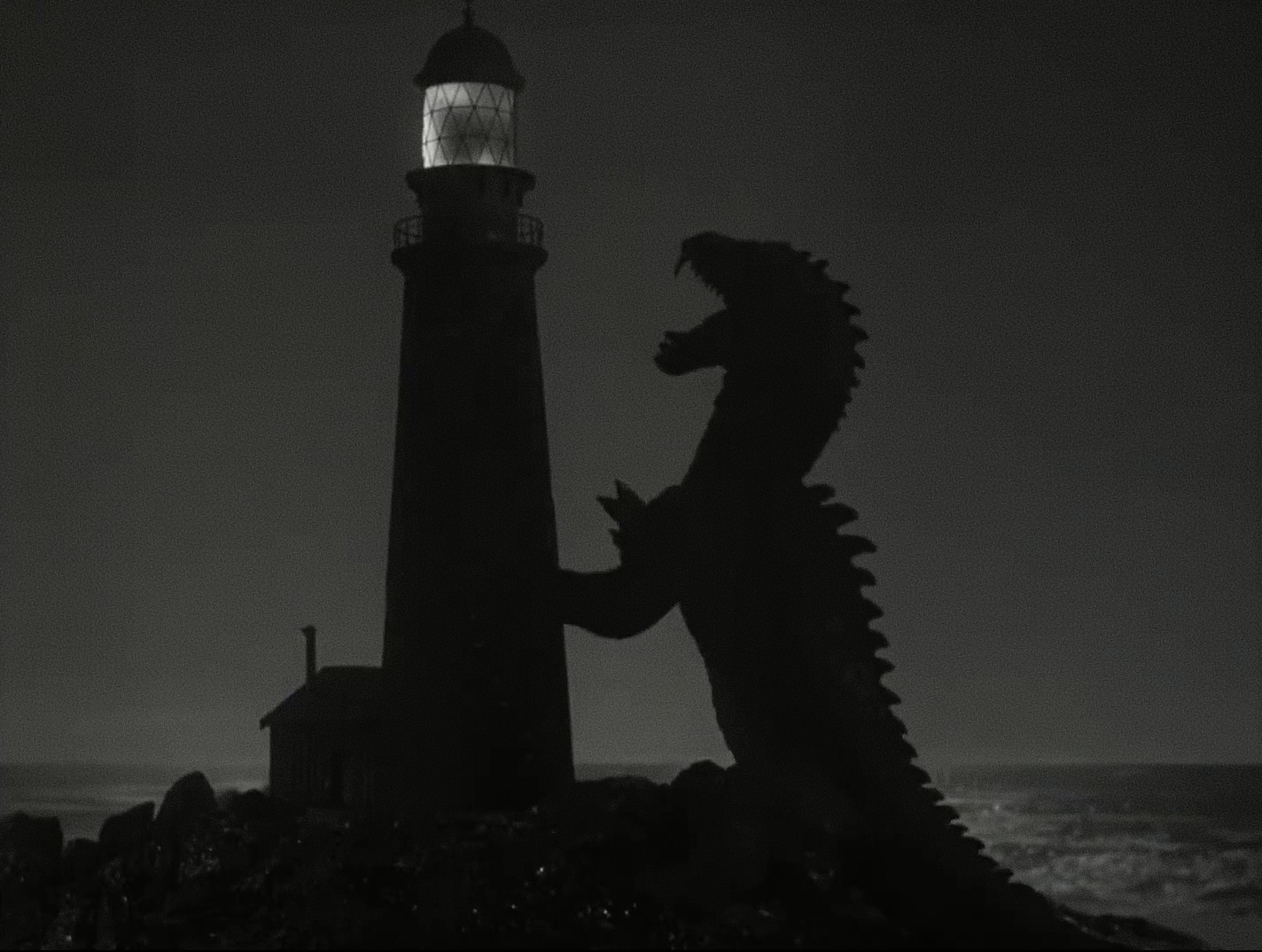
Escena de The Beast from 20,000 Fathoms

Fue adaptado a la gran pantalla bajo el título de The Beast from 20,000 Fathoms el año 1953. La película luego influenciaría la que se estrenara un año más tarde en Japón con el nombre de Godzilla.